# ディズニー・バケーション・クラブ
ディズニー・バケーション・クラブ（英：Disney Vacation Club）は、アメリカのウォルト・ディズニー・カンパニーの子会社であるディズニー・バケーション・クラブ社によって運営される会員制リゾートホテルグループ。ディズニー・エクスペリエンスが行なっている。

## システム

### バケーション・ポイント
施設利用権の使用可能時間は、「バケーション・ポイント」と呼ばれるポイントで表される。
会員になろうとする者は一定の金額を支払い施設利用権を購入する。施設利用権を購入すると、購入した施設利用権の範囲分のバケーションポイントが毎年付与され、バケーションポイントの範囲内で以下の施設が利用出来る。
- ホームリゾート
- ホームリゾート以外のDVC専用ホテル
- 東京ディズニーリゾートのディズニーホテルを含む、国内外ディズニーパークの直営ホテル
  - 直営ホテルは利用可能な客室種別が限られており、例えば東京ディズニーシー・ホテルミラコスタの場合、ポルトパラディーゾサイド・スーペリアルーム・ハーバービューまでが利用出来る（2011年現在）。
- 提携している国内外約500箇所の施設
- ディズニー・クルーズ・ライン

購入価格は2013年7月1日の売り出し価格で1ポイントあたりUS$150で、最低160ポイントから購入して会員となることができる。1ポイントあたりの価格は購入するホームリゾートや購入時期により異なる。
その後は、購入した施設利用権に応じて毎年の管理費（アウラニの2013年時価格で1ポイント当たりUS$6.25、施設毎に異なり都度改訂される）を支払うと共に、その保有するポイント数に応じて施設を利用することができる。なお、あまったポイントを繰り越したり、翌年のポイントを前借したりすることもできる。

### ホームリゾート
会員が施設利用権を購入したリゾートが「ホームリゾート」であり、自身の「ホームリゾート」では、11か月前から予約ができるという特典がある。ホームリゾート以外のDVC専用ホテルの予約は7か月前からになっている。

### 他施設の予約
DVC専用ホテル以外の施設の予約開始は施設ごとに異なる。東京ディズニーリゾートの場合6か月前からの予約で、DVCの専用電話窓口で12時からの受付になっている。

## 保有施設
ディズニー・バケーション・クラブは、ディズニーパークに付属する8つのリゾート施設とディズニーパークに付属しない3つのリゾート施設の合計11つの施設を保有する。
ディズニーランド・リゾート（アナハイム）
- ヴィラ・アット・ディズニー・グランド・カリフォルニアン・ホテル＆スパ（The Villas at Disney's Grand Californian Hotel & Spa）

ウォルト・ディズニー・ワールド（フロリダ）
- ディズニー・アニマル・キングダム・ヴィラ（Disney's Animal Kingdom Vilas）
- ディズニー・サラトガ・スプリングス・リゾート＆スパ（Disney's Saratoga Springs Resort & Spa）
- ディズニー・オールド・キー・ウェスト・リゾート（Disney's Old Key West Resort）
- ディズニー・ボードウォーク・ヴィラ（Disney's BoardWalk Villas）
- ディズニー・ビーチ・クラブ・ヴィラ（Disney's Beach Club Villas）
- ヴィラ・アット・ディズニー・ウィルダネス・ロッジ（The Villas at Disney's Wilderness Lodge）
- ベイ・レイク・タワー（Bay Lake Tower）
- ディズニー・リビエラ・リゾート（Disney’s Riviera Resort）

ヒルトン・ヘッド・アイランド（サウスカロライナ）
- ディズニー・ヒルトン・ヘッド・アイランド・リゾート（Disney's Hilton Head Island Resort）

ベロ・ビーチ（フロリダ）
- ディズニー・ベロ・ビーチ・リゾート（Disney's Vero Beach Resort）

ディズニー・ハワイ・リゾート（ハワイ）
- アウラニ・ディズニー・リゾート&スパ・コオリナ・ハワイ[1]（Aulani, Disney Vacation Club Villas, Ko Olina , Hawai'i）

## 夢と魔法のディズニーリゾート ハワイ・アウラニ
夢と魔法のディズニーリゾート ハワイ・アウラニ ～魅力満載!ディズニー・バケーション・クラブ～（ゆめ - まほう - みりょくまんさい - ）とは、2012年11月3日20:30 - 21:00(JST)にDlifeで初放送された番組である。ハワイにあるディズニーのリゾート施設「アウラニ・ディズニー・バーケション・クラブ・ヴィラ コオリナ・ハワイ」と、ディズニー・バケーション・クラブについての紹介を森尾由美が現地に赴いた体験談と、利用者の感想によって構成されている。